# Força de Lorentz
Em física, a força de Lorentz é resultado da superposição da força elétrica proveniente de um campo elétrico {\displaystyle \mathbf {E} } com a força magnética devida a um campo magnético {\displaystyle \mathbf {B} } atuando sobre uma partícula carregada eletricamente que se move no espaço. Tal força é dada pela fórmula:
{\displaystyle \mathbf {F} =q(\mathbf {E} +\mathbf {v} \times \mathbf {B} )}.
Evidentemente, para que a superposição ocorra é necessário que a partícula possua uma carga elétrica líquida não nula ({\displaystyle q\neq 0}) e esteja em movimento em uma região do espaço onde haja um campo magnético. Analisando apenas as forças de caráter elétrico, se a velocidade {\displaystyle \mathbf {v} } for nula, a partícula estará somente sob influência da força elétrica ({\displaystyle \mathbf {F=F} _{e}=q\mathbf {E} }).
A contribuição a {\displaystyle \mathbf {F} } devida à força elétrica {\displaystyle \mathbf {F} _{e}} é paralela ao campo elétrico {\displaystyle \mathbf {E} }, resultando em aceleração da partícula carregada na mesma direção e sentido do campo; uma partícula com carga negativa sofrerá aceleração no sentido contrário ao do campo. A contribuição referente à força magnética ({\displaystyle \mathbf {F} _{m}=q\mathbf {v} \times \mathbf {B} }) é sempre perpendicular ao campo {\displaystyle \mathbf {B} } e à velocidade {\displaystyle \mathbf {v} }, simultaneamente, conforme dita a regra do produto vetorial.
Vale a pena notar que a força magnética não realiza trabalho, uma vez que é perpendicular ao deslocamento (ou seja, não existe componente de {\displaystyle \mathbf {F} _{m}} na direção de {\displaystyle \mathbf {v} }. A força magnética altera a direção da velocidade sem alterar o seu módulo. Porém, como a força de Lorentz possui uma componente devida ao campo elétrico, essa, sim, pode realizar trabalho.
Algumas referências definem a força de Lorentz apenas como a componente de origem magnética, dando à força eletromagnética total algum outro nome. Neste artigo, o termo força de Lorentz refere-se à força elétrica mais a força magnética. A componente magnética da força de Lorentz se manifesta também como a força que atua em um fio conduzindo uma corrente elétrica imerso em uma região com campo magnético, também conhecida como força de Laplace.
As aplicações da força de Lorentz são muitas, como, por exemplo, em:
- tubos de raios catódicos;
- cíclotrons;
- espectrômetros de massa;
- Tokamaks;
- canhões elétricos.

## História
Joseph Priestley, amigo de Benjamin Franklin, foi o primeiro a publicar, em 1767, a lei que ditava a força entre duas cargas elétricas a determinada distância, após o pedido de seu amigo para confirmar o resultado de uma experiência que havia realizado. A lei de força entre polos magnéticos (força essa já citada por Isaac Newton em seu Principia) foi descoberta por John Michell, inventor da balança de torção, que publicou seus resultados em 1750. Em suas palavras:
"A atração e repulsão entre 'imãs' diminui enquanto o quadrado da distância entre os respectivos polos aumenta".
Depois de Michell, o resultado foi confirmado por Tobias Meyer em 1760 e pelo famoso matemático Johann Heinrich Lambert em 1766. A lei de Coulomb foi publicada por Charles Augustin de Coulomb apenas em 1785. Em todas essas definições, a força é sempre descrita em termos das propriedades e distâncias dos objetos envolvidos, sem menções a "campo magnético" ou campo "elétrico".
Apesar da força de Lorentz levar o nome do físico holandês, sua expressão foi encontrada por diversos personagens da Física, em diferentes anos.
Comumente a força de Lorentz é atribuída a Joseph John Thomson e Oliver Heaviside. Em abril de 1881, Thomsom publicou um artigo onde apresentava a expressão para a força exercida sobre uma partícula eletrizada em movimento numa região de campo magnético. Neste artigo, Thomson partiu da ideia, baseada na teoria de Maxwell, que a variação temporal do vetor deslocamento elétrico {\displaystyle D} em um dielétrico produz efeitos análogos aos de uma corrente de condução. Thomson encontrou um resultado que é metade do valor hoje aceito:
{\displaystyle \mathbf {F} ={\frac {q}{2}}\mathbf {v} \times \mathbf {B} .}
Em novembro de 1881, FitzGerald publica um artigo apontando uma má interpretação em relação à corrente de deslocamento na publicação de Thomson. E em abril de 1889 Heaviside publica um artigo onde apresenta a expressão hoje usada para descrever a força magnética. A equação da força que inclui a contribuição simultânea do campo elétrico e magnético foi escrita somente em 1892, por Hendrik Antoon Lorentz, em um artigo publicado no volume 25 dos Archives Néerlandaises des Sciences Exactes et Naturelles. Chamada por ele de "força ponderomotiva", a hoje denominada a força de Lorentz foi obtida com o auxílio de seis hipóteses, a partir de uma perspectiva mecânica, e das equações de Maxwell. A dedução feita por Lorentz pode ser encontrada na página 35 da referência .
Joseph Larmor e Karl Schwarzschild também obtiveram a fórmula obtida anteriormente, porém, através do Princípio da Mínima Ação, em 1898 e 1903, respectivamente.
O caminho até a formulação se encontra na página 41 da mesma referência .

## Força de Lorentz em termos de campos potenciais
O campo elétrico {\displaystyle \mathbf {E} } e magnético {\displaystyle \mathbf {B} } podem ser escritos em termos do potencial eletrostático {\displaystyle \phi } e do vetor potencial magnético {\displaystyle \mathbf {A} }, respectivamente.
{\displaystyle \mathbf {E} =-\nabla \phi -{\frac {\partial \mathbf {A} }{\partial t}}}
{\displaystyle \mathbf {B} =\nabla \times \mathbf {A} }
Assim, a equação para força de Lorentz se torna:
{\displaystyle \mathbf {F} =q\left[-\nabla \phi -{\frac {\partial \mathbf {A} }{\partial t}}+\mathbf {v} \times (\nabla \times \mathbf {A} )\right]}
Aplicando a identidade de produto vetorial triplo, a equação se simplifica para
{\displaystyle \mathbf {F} =q\left[-\nabla \phi -{\frac {\partial \mathbf {A} }{\partial t}}+\nabla (\mathbf {v} \cdot \mathbf {A} )-(\mathbf {v} \cdot \nabla )\mathbf {A} \right]}

## Força de Lorentz através do Lagrangiano
A lagrangiana {\displaystyle L} de uma partícula com carga {\displaystyle q} e massa {\displaystyle m}, em uma região com um campo eletromagnético, fornece sua dinâmica em termos de sua energia
{\displaystyle L={\frac {m}{2}}\mathbf {\dot {r}} \cdot \mathbf {\dot {r}} +q\mathbf {A} \cdot \mathbf {\dot {r}} -q\phi }
sendo possível chegar à equação da força de Lorentz utilizando as equações de Euler-Lagrange.

## Trajetórias

Esquema da trajetório de uma partícula carregada movendo-se numa região de campo magnético.

Existe um grande interesse prático no estudo da força de Lorentz e em como essa define a trajetória de uma partícula carregada. No caso de uma partícula movendo-se em um plano perpendicular ao campo magnético, esta realizará um movimento circular uniforme. Igualando a força centrípeta, envolvida no movimento circular, com a força magnética, temos que:
{\displaystyle \mathbf {F} _{c}={\frac {mv^{2}}{R}}{\hat {\mathbf {r} }}=\mathbf {F} _{m}=q\mathbf {v} \times \mathbf {B} =qvB{\hat {\mathbf {r} }}}
de modo que o raio descrito pela partícula será: 
{\displaystyle R={\frac {mv}{qB}}}
Caso a partícula apresente uma componente de sua velocidade paralela à direção do campo magnético {\displaystyle \mathbf {B} }, esta realizará um movimento de translação junto com o movimento circular, combinados em um movimento helicoidal (ver 
figura ao lado).
Num tubo de raios catódicos, dispositivo presente em muitos monitores e televisores, a posição com que um feixe de elétrons atinge uma tela revestida de fósforo, é controlada, via força de Lorentz, pelo campo magnético existente na região entre placas cujos terminais se faz passar uma corrente elétrica.

## Confinamento magnético
Com uma configuração adequada das linhas do campo magnético, é possível o confinamento de partículas carregadas. Tal confinamento magnético é uma dos modos utilizados em reatores nucleares de fusão como o Tokamak e o Stellarator para o aprisionamento do plasma a altíssimas temperaturas e pressões necessárias para a realização de uma reação de fusão nuclear. A configuração de linhas de campo magnético utilizada é parecida com a existente no caso de um fio enrolado na forma de um solenóide, onde o campo magnético é paralelo ao eixo desse. No caso do Tokamak, tem-se algo parecido com uma bobina fechada, disposta na forma de um toróide, de forma que plasma interior execute uma trajetória espiralada ao redor das linhas de campo.
O confinamento magnético também é usado para a criação de armadilhas para antimatéria. Para evitar sua aniquilação por contato com a matéria, uma combinação de campos elétricos e magnéticos em vácuo é utilizada para aprisionar 
antimatéria.
O campo magnético terrestre possui linhas que saem do pólo sul magnético e entram pelo pólo norte magnético e é capaz de aprisionar partículas carregadas formando o Cinturão de Van Allen. As partículas no cinturão são provenientes, em sua maioria, dos ventos solares e dos raios cósmicos, e se dispõem em duas regiões:
- o cinturão mais interno é composto por elétrons e prótons com altas energias, provenientes do decaimento de nêutrons produzidos pelos raios cósmicos que colidem com os átomos da atmosfera terrestre. Tais nêutrons, após a colisão, são ejetados para fora e se desintegram ao passar pela região cinturão. Os prótons e elétrons ficam confinados na região do cinturão, devido ao intenso campo magnético existente, e se movem em trajetórias espirais ao longo de linhas de força gerada pelo campo.
- a região mais externa do cinturão possui elétrons mais energéticos, do que na camada mais interna, e íons, tais como partículas alfa e O+, de forma similar à ionosfera, porém muito mais energético.

## O canhão elétrico: "RailGun"

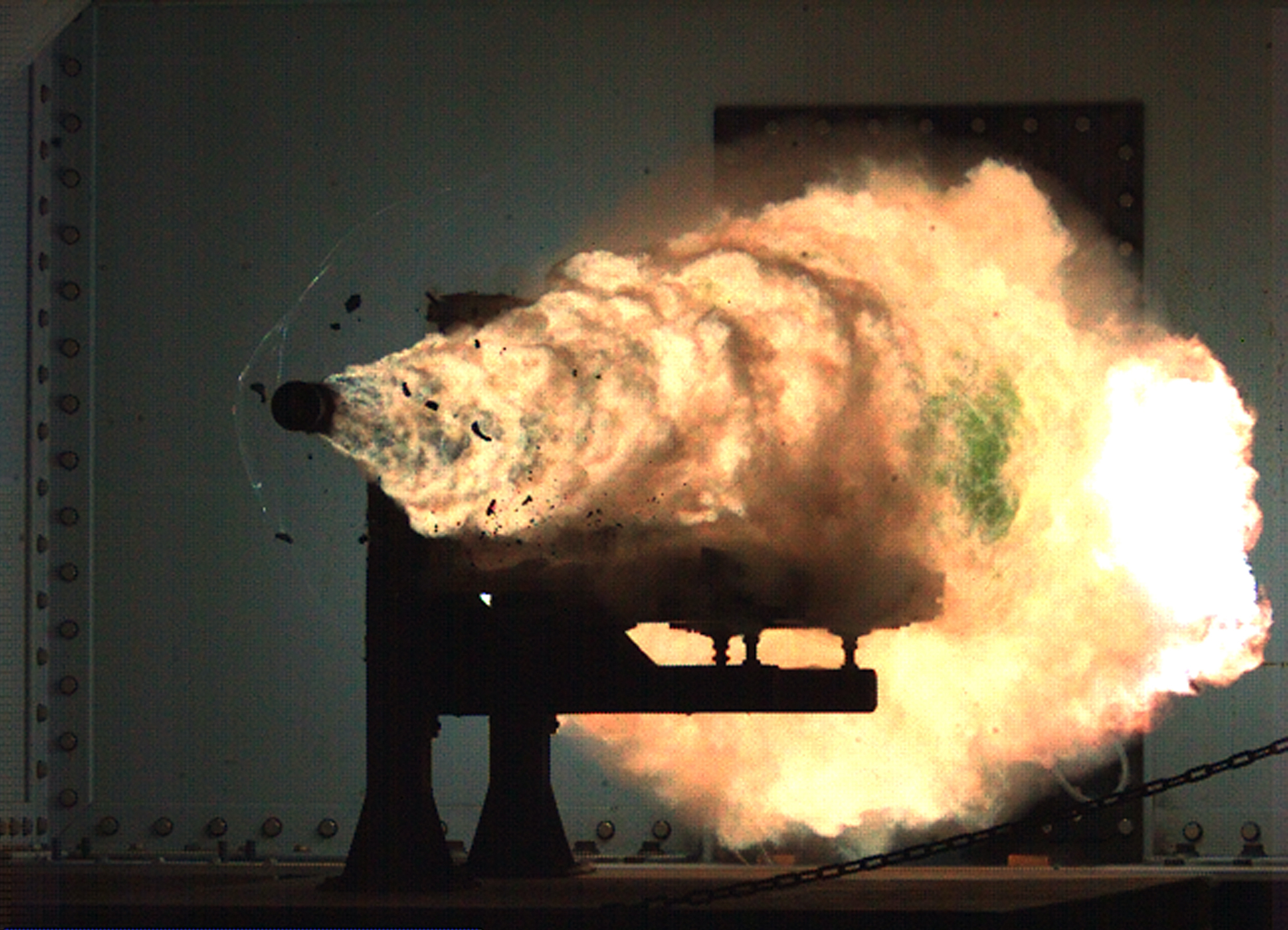
Frame retirado de um vídeo feito por uma câmera de alta velocidade de um projétil viajando a 2520 m/s

Também existem pesquisas sendo feitas para o desenvolvimento de armamentos militares que utilizam a força de Lorentz para impulsionar seus projeteis. O Railgun é formado de dois trilhos, por onde desliza uma haste que segura um projétil, formando assim um circuito fechado (junto com um gerador). Tanto os trilhos, como a haste, são condutores. Uma corrente elétrica entra por um dos trilhos, passa pela haste, regressando pelo trilho paralelo. Quando a corrente passa pelo trilho, esta gera um campo magnético em torno do próprio trilho (da mesma forma que uma corrente passando por um fio forma um campo magnético circular). Como a corrente que passa no trilho paralelo segue na direção oposta, o campo gerado entre os trilhos não é anulado. A corrente, ao passar pela haste, transversal ao trilho, gera uma força que impulsiona a própria haste (junto com o projétil).
Em aplicações militares, a corrente elétrica utilizada é da ordem de 5 MA durante alguns milissegundos, gerando campos da ordem de 10 T (o campo magnético da Terra não ultrapassa 1 microtesla). Em dezembro de 2010, o "US Office of Naval Research - ONR" (Escritório de pesquisas navais dos Estados Unidos) realizou um tiro utilizando 32 MJ. O projetil de 10,4 kg atingiu a velocidade de 9 000 km/h (mach 7).